# 亚洲历史
亚洲历史描述一个由欧亚草原连接的几个不同海岸地区（东亚、南亚和西亚）的集合体的历史。
这几个海岸地区是世界上最早诞生文明的地区。美索不达米亚、印度河流域文明和華夏文明具有相似的技术和想法，诸如车轮和算术。

## 史前时期
在公元前1万年，今土耳其东南部的哥贝克力山丘可以视为新石器文化的开端。
在中国河北省的易县的北福地史前文化连同磁山文化、兴隆洼文化和太行山东部文化填补了中国史前文化的空缺。

## 青铜时期
铜石并用时代开始于约公元前4500年，青铜时代开始于约公元前3500年。
印度河流域文明是一个存在青铜器时期的文明，它处于印度次大陆的西部。通常认为，早期的印度教在这个文明中进行。
中国和越南同样也被认为是金属使用的中心。

## 铁器时期
在亚洲的几大主要文明中，铁器时代伴随着使用铁制武器、盔甲的大量使用。

### 中东
在公元前6至4世纪期间，由居鲁士二世建立的波斯帝国阿契美尼德王朝统治从希腊土耳其至印度河流域和中亚地区。
亚历山大大帝于公元前4世纪征服了波斯帝国。创建了短暂的希臘化時代。他并不能建立持久的稳定。在他死后，波斯分裂成弱小的王朝。其中包括塞琉古帝国，以及之后的安息帝國。至古典时期结束时，波斯地区重新融合成了萨珊王朝。有时也被认为第二波斯帝国。
罗马帝国在塞琉古帝国之后控制了亚洲西部部分地区。

### 印度
孔雀王朝和笈多王朝是印度的黄金时期。在科学、技术、艺术和宗教上的大量发明和发现成为印度文化上一个重要部分。始于印度次大陆的印度教和佛教，对南亚、东亚和东南亚产生重要的影响。

### 中国
约公元前1029年起，周朝开始出现并一直持续至约公元前258年。周朝使用一种分封制。他将权力给予地区诸侯，并且通过他们的忠诚来控制广大的领土。结果，此时的中国往往是非中央集权化并且非常虚弱。周天子对于解决诸侯之间的纷争，能起的作用很少。
秦始皇推翻了周朝最后的天子，统一了六国，建立秦王朝。秦王朝是第一个统一王朝。统治时期是公元前221年至前207年。新皇帝废除了分封制并且建立了一套在他直接统治下的官僚机构。
汉朝是继秦朝之后，又一个大的帝国。在4个世纪中，汉朝被认为是中国历史上黄金时期。

## 中世纪
在这个时代，东方世界随着贸易、移民和征服不断扩张。

### 伊斯兰的中东
在7世纪，伊斯兰哈里发国家和其他伊斯兰国家控制中东、高加索和中亚地区。

### 印度
南部印度的朱罗王朝在10世纪征服大部分东南亚地区。穆斯林侵入印度次大陆主要发生在12世纪。
穆斯林征服印度次大陆大致发生在12世纪后，不过早期的穆斯林征服在该地区仅造成有限的侵袭。

### 中世纪中国
古典时代后的中国经历隋、唐、宋和元、明的兴起和衰落。在这段时间，佛教传至、儒家革新，官僚机构改善。
一个新的王朝于580年开始形成。杨坚自称隋朝皇帝。不久他攻克了南方的陈朝，统一了中国。文帝被其儿子杨广谋杀。他夺得帝位为隋炀帝。炀帝复兴了儒家和官僚制度，因此得罪了贵族和游牧部落。之后，隋炀帝成为一位极度奢侈的皇帝，他因个人的奢迷生活以及征伐高句丽而过度消耗中国的资源。
隋朝重要的大臣李渊开始崛起。他于618年建立唐朝。唐朝建立了一个具有广大疆域的帝国。自唐玄宗起，唐朝开始衰落。
至960年开始，中国大部分地区重新统一在宋朝之下。尽管宋失去了北方的领土并且未能击败北方的辽朝。他们是高度汉化的契丹人。宋朝以宋明理學的形式恢复了儒家。

### 蒙古帝国
13世纪，蒙古帝国征服亚洲大部分地区，从中国至欧洲。中世纪的亚洲是大汗的王国。从未有人像成吉思汗那样控制这么多的土地。

## 近代
17世纪，俄国开始扩张进入亚洲。他们最终控制整个西伯利亚以及于19世纪占领大部分中亚地区。自16世纪起，奥斯曼帝国控制安纳托利亚、中东、北非和巴尔干。16世纪，莫卧儿帝国控制印度大部分，开始印度第二个黄金时代。

### 明朝
1368年，朱元璋建立明朝。他和之后的皇帝将蒙古人和他们的文化赶出中原地区。

## 近现代

### 清朝
1644年，东北部的满洲人开始征服整个中国。满清皇帝，其中尤其典型的康熙帝维持一个保守的国家，其中含有强大的官僚机构和学者。

## 当代
19世纪，俄国和英国在中亚地区互相争夺。1916年，西伯利亞鐵路贯通。
在20世纪初期，欧洲殖民者占领部分亚洲地区，其中包括英属印度，英屬香港，法屬印度支那和葡属澳门和果阿。尽管没有影响力，但是部分亚洲地区保持独立。其中有波斯、泰国和中国。
20世纪亚洲重要人物：光绪帝、慈禧太后、溥仪、孙中山、袁世凯、蒋介石、蒋经国、李登辉、毛泽东、周恩来、邓小平、赵紫阳、江泽民、李鹏、伊藤博文、东条英机、昭和天皇、甘地、穆罕默德·阿里·真纳、金日成、金正日、李光耀、东姑阿都拉曼、马哈迪·莫哈末、苏加诺、苏哈托、保大帝、胡志明、李承晚、朴正熙、费迪南德·马科斯、科拉松·阿基诺、诺罗敦·西哈努克、波尔布特等等。